# リサイクラー
『リサイクラー』（Recycler）は、アメリカ合衆国のロック・バンド、ZZトップが1990年に発表した10作目のスタジオ・アルバム。

## 背景
ビリー・ギボンズは2013年、本作について「多分、自分達がルーツに戻り始める前の最後にリリースした、徹底的なシンセ・スタイルの作品」と振り返っている。
「ダブルバック」は1990年公開の映画『バック・トゥ・ザ・フューチャー PART3』の主題歌として使用され、DVD『バック・トゥ・ザ・フューチャー 20thアニバーサリーBOX』（2005年）には「ダブルバック」のミュージック・ビデオが特典映像として収録された。ただし、同作のサウンドトラック・アルバムには、アラン・シルヴェストリが編曲したインストゥルメンタル・ヴァージョンが収録されている。

## 反響
アメリカのBillboard 200では6位を記録し、1991年1月にはRIAAによってプラチナディスクに認定される。全英アルバムチャートでは7週チャート圏内に入り、最高8位を記録。ニュージーランドのアルバム・チャートでは3週連続23位を記録して通算10週トップ50入りし、『イリミネイター』（1983年）以降のアルバムとしては初めてトップ10入りを逃した。

## 収録曲
全曲ともビリー・ギボンズ、ダスティ・ヒル、フランク・ベアードの共作。
1. コンクリート・アンド・スティール "Concrete and Steel" – 3:49
2. ラヴシング "Lovething" – 3:25
3. ペントハウス・アイズ "Penthouse Eyes" – 3:47
4. テル・イット "Tell It" – 4:48
5. マイ・ヘッド・イズ・イン・ミシシッピ "My Head's in Mississippi" – 4:25
6. 解決か衝突か "Decision or Collision" – 4:03
7. ギヴ・イット・アップ "Give it Up" – 3:33
8. 2000ブルース "2000 Blues" – 4:45
9. バーガー・マン "Burger Man" – 3:19
10. ダブルバック "Doubleback" – 3:54

## シングル
本作からのシングルのチャート最高順位を示す。
| タイトル                             | アメリカ・Billboard Hot 100 | アメリカ・Mainstream Rock | イギリス |
| ------------------------------------ | --------------------------- | ------------------------- | -------- |
| ダブルバック                         | 50位                        | 1位                       | 29位     |
| コンクリート・アンド・スティール     | -                           | 1位                       | -        |
| マイ・ヘッド・イズ・イン・ミシシッピ | -                           | 1位                       | 37位     |
| ギヴ・イット・アップ                 | 79位                        | 2位                       | -        |
| 解決か衝突か                         | -                           | 14位                      | -        |

## 参加ミュージシャン
- ビリー・ギボンズ - ボーカル、 ギター
- ダスティ・ヒル - ボーカル、ベース
- フランク・ベアード - ドラムス